# 媽媽的神奇小子
《媽媽的神奇小子》（英語：Zero to Hero）是2021年香港傳記運動劇情片，改編自真人真事，故事講述香港殘奧田徑賽金牌得主蘇樺偉和他媽媽「蘇媽」的母子關係和奮鬥事蹟，由尹志文編導，並由吴君如、梁仲恆、張繼聰、馮皓揚、盧海鵬及錢小豪主演，電影於2021年8月12日在香港上映。2021年11月5日在Netflix上架。本片代表香港角逐第94屆奧斯卡金像獎最佳國際影片。

## 劇情
1981年，蘇樺偉剛誕下便被診斷患上黃疸病，導致腦部受損，注定一生將會是一個弱聽與四肢痙攣的殘疾人士，即使能逃過鬼門關，往後的人生只能依靠別人去照顧。蘇韓小貞 ─ 蘇媽（吳君如飾）在危急關頭堅持搶救偉仔，她決定即使兒子到八十歲還是不能走路，都誓要以她這副骨頭背起兒子一起走下去。而奇蹟就在蘇媽的堅持下發生，偉仔不止逐漸長大，更在蘇媽的訓練下學會了走路，還被發掘出跑步的天賦。偉仔（少年，馮皓揚飾）由少年時代開始加入殘障人士田徑隊，隨著兩母子一起不斷的奮鬥，偉仔其後成為香港家傳戶曉的「神奇小子」─ 他曾在1996年夏季殘疾人奧林匹克運動會為香港帶來歷史性的第一金（電影故事設定），以及在2008年夏季殘疾人奧林匹克運動會拿到中國主場的第一面金牌，更超越了「男子二百米」的世界紀錄。當偉仔（成年，梁仲恆飾）攀上運動員生涯上的最高峰，繞場接受鳥巢內九萬名觀眾的祝賀時，他的眼睛一直沒離開看臺上那位一生支持著他的母親，從來沒有忘記贏每一面金牌的初衷。

## 演員
| 演員            | 角色   | 介紹 |
| 梁仲恆 （成年） | 蘇樺偉 | 有「神奇小子」之稱的香港著名傷殘運動員 蘇欽振、韓小貞之長子 蘇健瑋之兄 蘇外公之長外孫 方教練之學生 火車東、傻強、阿雞之同學 暗戀阿嬌 |
| 馮皓揚（少年）  | 蘇樺偉 | 有「神奇小子」之稱的香港著名傷殘運動員 蘇欽振、韓小貞之長子 蘇健瑋之兄 蘇外公之長外孫 方教練之學生 火車東、傻強、阿雞之同學 暗戀阿嬌 |
| 蔡天諾（童年）  | 蘇樺偉 | 有「神奇小子」之稱的香港著名傷殘運動員 蘇欽振、韓小貞之長子 蘇健瑋之兄 蘇外公之長外孫 方教練之學生 火車東、傻強、阿雞之同學 暗戀阿嬌 |
| 吳君如          | 韓小貞 | 蘇外公之女 蘇欽振之妻 蘇樺偉、蘇健瑋之母                                                                                             |
| 錢小豪          | 蘇欽振 | 蘇外公之女婿 韓小貞之夫 蘇樺偉、蘇健瑋之父                                                                                           |
| 林家熙          | 蘇健瑋 | 蘇外公之次外孫 蘇欽振、韓小貞之次子 蘇樺偉之弟                                                                                       |
| 胡俊軒（童年）  | 蘇健瑋 | 蘇外公之次外孫 蘇欽振、韓小貞之次子 蘇樺偉之弟                                                                                       |
| 盧海鵬          | 蘇外公 | 韓小貞之父 蘇欽振之岳父 蘇樺偉、蘇健瑋之外公                                                                                         |
| 張繼聰          | 方教練 | 阿嬌之兄 蘇樺偉、火車東、傻強、阿雞之教練 原型為香港傷健田徑教練潘健侶及香港田徑隊總教練歐陽家駒                                     |
|                 | 火車東 | 田徑隊隊員 方教練之學生 蘇樺偉之同學                                                                                                 |
| 楊偉倫          | 傻強   | 田徑隊隊員 方教練之學生 蘇樺偉之同學                                                                                                 |
| 麥沛東          | 阿雞   | 田徑隊隊員 方教練之學生 蘇樺偉之同學                                                                                                 |
| 鍾雪瑩          | 阿嬌   | 方教練之妺 蘇樺偉之暗戀對象 |
| 吳肇軒          | 阿康   | 香港殘疾人奧委會職員 |
| 陸永            | Victor | 經理人 |
| 車保羅          | 水伯   | 街坊老闆（客串） |
| 洪嘉豪          |        | 公屋街童 |
| 林子峰          |        | 蘇健瑋之同學 |
| 潘潔            | 蘇外婆 | 韓小貞之母 蘇欽振之岳母 蘇樺偉、蘇健瑋之外婆                                                                                         |
| 胡卓希          |        | 俊俏運動員 |
| 戴卓凝          | 方太   | |
| 高文峰          | 鄭海鋒 | |

## 製作
吳君如拍攝勵志題材作品，全因好友古天樂，古天樂引薦導演尹志文這個故事給她，她和導演商量劇本一年，平衡人物成長、社會議題，古天樂再問吳君如有沒有信心，她說有，古天樂就說他出錢、吳君如出力。其實都未必賺錢，但這兩年想拍勵志故事，人生必需要有希望，這刻覺得死，下秒可能轉另一個彎。由於此片投資是3000萬元，故君如要控制成本，自己也減收3分2酬勞

## 票房
首日開畫票房，截止中午12點前，優先場連開畫日票房累計已瞬間超過100萬。上映4日票房已突破500萬。上映10日累積票房達800萬。上映兩星期票房破1200萬港元。截至8月30日，《媽媽的神奇小子》累計收1755萬。上映至第四星期票房已破2200萬港元。最終票房收2810萬。

## 獎項及提名

馮皓揚，吳君如，梁仲恆和Jer出席第40屆香港電影金像獎頒獎典禮見記者

| 年份 | 颁奖典礼                                                                                       | 奖项             | 姓名                                              | 结果 |
| ---- | ---------------------------------------------------------------------------------------------- | ---------------- | ------------------------------------------------- | ---- |
| 2021 | 第18屆西班牙比克（巴塞隆拿）《亞洲夏日電影節》（Asian Summer Film Festival (Vic, Barcelona) ） | 最佳電影         | 《媽媽的神奇小子》                                | 獲獎 |
| 2021 | 2021年中美電影節大獎                                                                           | 「金天使獎」     | 《媽媽的神奇小子》                                | 獲獎 |
| 2021 | 2021年中美電影節大獎                                                                           | 最佳女主角       | 吳君如                                            | 獲獎 |
| 2022 | 第28屆香港電影評論學會大獎                                                                     | 最佳男演員       | 梁仲恆                                            | 提名 |
| 2022 | 第28屆香港電影評論學會大獎                                                                     | 推薦電影         | 《媽媽的神奇小子》                                | 獲獎 |
| 2022 | 2021年度香港電影編劇家協會大奬                                                                 | 最佳角色演繹獎   | 梁仲恆、馮皓揚、蔡天諾                            | 提名 |
| 2022 | 2021年度香港電影編劇家協會大奬                                                                 | 推薦劇本獎       | 尹志文、盧文駿                                    | 提名 |
| 2022 | 第40屆香港電影金像獎                                                                           | 最佳編劇         | 尹志文、盧文駿                                    | 提名 |
| 2022 | 第40屆香港電影金像獎                                                                           | 最佳電影         | 《媽媽的神奇小子》                                | 提名 |
| 2022 | 第40屆香港電影金像獎                                                                           | 最佳男主角       | 梁仲恆                                            | 提名 |
| 2022 | 第40屆香港電影金像獎                                                                           | 最佳新演員       | 梁仲恆                                            | 提名 |
| 2022 | 第40屆香港電影金像獎                                                                           | 最佳新演員       | 馮皓揚                                            | 提名 |
| 2022 | 第40屆香港電影金像獎                                                                           | 最佳男配角       | 馮皓揚                                            | 獲獎 |
| 2022 | 第40屆香港電影金像獎                                                                           | 最佳女主角       | 吳君如                                            | 提名 |
| 2022 | 第40屆香港電影金像獎                                                                           | 最佳原創電影音樂 | 戴偉                                              | 提名 |
| 2022 | 第40屆香港電影金像獎                                                                           | 最佳原創電影歌曲 | 《神奇之路》 作曲：戴偉 填詞：陳心遙 主唱：柳應廷 | 提名 |
| 2022 | 第十四屆澳門國際電影節                                                                         | 最佳影片         | 不適用                                            | 提名 |
| 2022 | 第十四屆澳門國際電影節                                                                         | 最佳女主角       | 吳君如                                            | 提名 |
| 2022 | 第十四屆澳門國際電影節                                                                         | 最佳男配角       | 馮皓揚                                            | 提名 |

## 外部連結
- 香港影庫上《媽媽的神奇小子》的資料（繁體中文）
- 豆瓣电影上《媽媽的神奇小子》的資料 （简体中文）
- 互联网电影数据库（IMDb）上《媽媽的神奇小子》的资料（英文）